# 中野騒動
中野騒動（なかのそうどう）は、旧信濃国北部の幕府領・旗本領を管轄する中野県で明治3年に発生した世直し一揆である。主張は年貢削減、特権的豪商の告発、新税廃止など。

## 経緯
明治3年9月17日（1870年10月11日）に伊那県から分立して中野県が成立した。高石和道大参事は民部省の意向を受け、増税策を次々と打ち出したが、兼ねてより贋金の流入による経済の混乱や、米価の上昇によって困窮する農民の不満は増大していた。近隣の松代藩や須坂藩で発生した一揆勢の要求項目の一部が藩当局に聞き入れられると、中野県にも波及することとなった。
12月19日（1871年2月8日）、高井郡高井野村（現上高井郡高山村）から発生した一揆勢約2000人が、羽場村（現同郡小布施町）に集結して中野町（現中野市）に向かい、特権的豪農や商家を打ちこわしし、中野県庁を焼き討ちし、県吏を殺害した。高石大参事は逃亡し、松代藩に匿われ謹慎となった。これを受けて松代藩ほか各藩兵が鎮圧に向かい、12月21日になって一揆勢は退散した。
翌年1月6日から明治政府軍（佐賀藩兵を主力とする）によって一揆の参加者の探索が進められ、約600名が逮捕された。2月27日には斬首刑6名、絞首刑22名、徒刑十年124名、その他処罰数百名などが刑に処された。
県庁焼失後は、法運寺が仮庁舎として暫定的に使用されていたが、後任の立木兼善県知事は中野での県庁再建を断念し、長野への移庁を政府に上申し、太政官布告によって、7月25日に長野県が成立した。なお立木は、1873年に福岡県で筑前竹槍一揆が起こると、鎮圧後の福岡県令として転任した。